# Антонович Максим Олексійович
Макси́м Олексі́йович Антоно́вич (30 квітня 1835, Білопілля — листопад 1918) — філософ-матеріаліст, демократ, просвітник, літературний критик і природознавець.
Народився в місті Білопіллі Харківської губернії. Закінчивши Охтирське духовне чоловіче училище, Харківську духовну семінарію і Петербурзьку духовну академію, Антонович відмовився від духовного сану і виступав на боці революційної демократії як войовничий матеріаліст-атеїст, як палкий пропагандист природничо-наукових знань і прихильник селянської революції. В працях «Два типи сучасних філософів», «Про геґелівську філософію», «Сучасна філософія» та інших Антонович рішуче викривав монархічно-ліберальну ідеологію, виступав проти ідеалізму і релігії. Він гнівно плямував релігійно-містичну філософію реакційних[джерело?] професорів Київського університету (Гогоцького та інших) і Київської духовної академії (Юркевича та інших).
З 1859 року працював у «Современнике».
В галузі літературної критики Антонович відстоював ідеї реалізму Миколи Чернишевського і Миколи Добролюбова, гостро критикував реакційну ідеалістичну теорію «чистого мистецтва».
Як природознавець Антонович відомий оригінальними дослідженнями геологічної будови Прибалтики і Фінляндії, працями «Льодовикова гіпотеза і льодовикові явища в Фінляндії і в Повенецькому повіті» (1876), «Чарлз Дарвін і його теорія» (1896) та іншими. Чернишевський, Добролюбов, Плеханов високо цінували діяльність Антоновича, яка зміцнювала матеріалістичну традицію у вітчизняній філософії, природознавстві та естетиці.

## Праці
- «Два типи сучасних філософів»,
- «Про геґелівську філософію»,
- «Сучасна філософія»
- «Льодовикова гіпотеза і льодовикові явища в Фінляндії і в Повенецькому повіті» (1876);
- «Чарлз Дарвін і його теорія» (1896)